# Alexander Sergejewitsch Moskaljow
Alexander Sergejewitsch Moskaljow (russisch Александр Сергеевич Москалёв, wiss. Transliteration Aleksandr Sergeevič Moskalëv; * 16. November 1904 in Waluiki, Oblast Belgorod; † 3. Januar 1982) war ein sowjetischer Flugzeugkonstrukteur.

## Herkunft und Studium
Alexander Moskaljow wurde im Jahr 1904 in Waluiki geboren, zog mit seiner Familie aber bereits im Jahr 1905 in das Dorf Werchnjaja Chawa (Верхняя Хава) im Gouvernement Woronesch. Dort arbeitete sein Vater als Arzt. Im Jahr 1913 zog die Familie, samt seinem 1906 geborenen Bruder Boris, nach Woronesch. Moskaljow wurde 1924 an der Staatlichen Universität Woronesch immatrikuliert und besuchte dort die physikalisch-mathematische Abteilung. Er musste diese aber verlassen und ließ sich nach einer weiteren Zwischenstation in Kasan schließlich an der mathematisch-mechanischen Abteilung der Physikalisch-Technischen Fakultät der Staatlichen Universität Leningrad mit dem Hauptfach Aerodynamik einschreiben. Nach seinem Abschluss im Jahr 1928 arbeitete Moskaljow zunächst als Freiwilliger an der Konstruktion von Flugzeugen. Ab 1928 war er im Werk Roter Flieger (russ. Красный лётчик) tätig. Sein erster Entwurf war die Moskaljow MU-3, ein Wasserflugzeug ähnlich der Schawrow Sch-2.

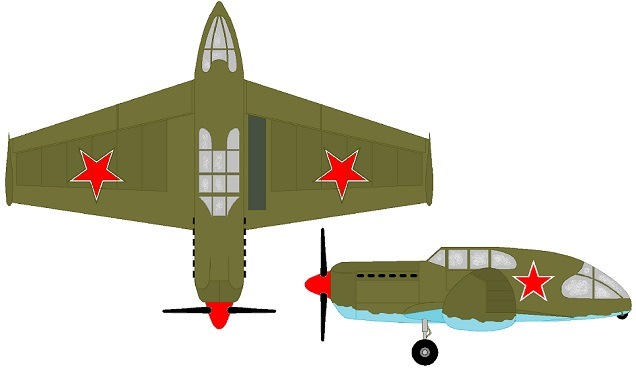
Moskaljow SAM-7

## Arbeit als Konstrukteur

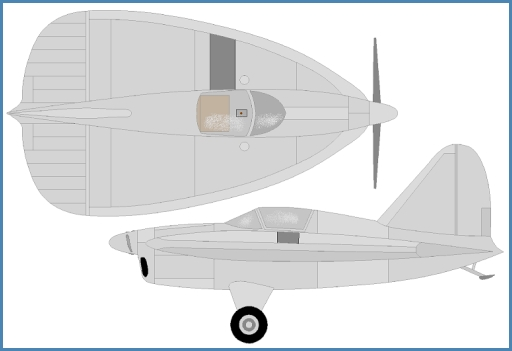
Versuchsflugzeug SAM-9, 1937

Ab 1932 war er stellvertretender Leiter des Experimental-Konstruktionsbüros des im selben Jahr gegründeten Flugzeugwerks in Woronesch (Воронежский авиационный завод № 18). 1934 erarbeitete Moskaljow das Projekt eines Nurflüglers mit Deltaflügeln. Der als SAM-4 Sigma betitelte Entwurf stieß aber bei der Hauptverwaltung der Luftfahrtindustrie ob seiner futuristischen Ausführung auf Ablehnung und wurde nicht verwirklicht. Moskaljow blieb der Nurflügler-Idee jedoch verhaftet und entwickelte ein Jahr später mit der eher konservativ ausgelegten SAM-7 einen schwanzlosen Jagdeinsitzer mit zwei Seitenleitwerks-Endscheiben an den Trapezflügeln. Das Muster soll getestet worden sein, aber nur ungenügende Resultate erbracht haben. Im Jahr 1936 übernahm Moskaljow ein eigenes Konstruktionsbüro. Die meisten seiner Entwürfe waren einfach zu fliegende Sportmaschinen. Einige wurde für Rekordversuche benutzt, so etwa die SAM-5. Allerdings entwickelte er auch weiterhin ungewöhnliche Konzepte wie den Versuchsjäger SAM-9 Strela mit einem extrem spitz zulaufendem Parabelflügel, der 1937 erfolgreich getestet wurde und zum nicht verwirklichten Deltaflüglerprojekt SAM-29 von 1944 mit Raketenantrieb führte. Moskaljow arbeitete an der Luftfahrthochschule und ließ dort auch einige seiner Entwürfe bauen, so die Moskaljow SAM-13, die, mit Zug-/Druckluftschraube ausgerüstet, als leichter Jäger über 450 km/h in Bodennähe erreichen sollte. Zwischen 1935 und 1945 entwickelte Moskaljow insgesamt 35 Projekte und baute 23 Leichtflugzeuge.

## Lehrtätigkeit und letzten Jahre
Nach Ausbruch des Großen Vaterländischen Krieges wurde er 1941 Professor an der Hochschule. Seine Flugzeugprojekte wurden abgebrochen und er arbeitete an fortschrittlichen Luftlandetechniken, etwa an einer Schleppkabine, die mit einer Tupolew ANT-6 erprobt wurde oder an einem Motorsegler.
1948 ging er zunächst an die Militärakademie für Ingenieure der Luftstreitkräfte und dann an das Moskauer Staatliche Luftfahrtinstitut und führte dort seine Lehrtätigkeit fort. Im Jahr 1950 erhielt er den Titel Kandidat der technischen Wissenschaften und 1952 wurde er als Ingenieur-Oberstleutnant zur Armee berufen.
Moskaljow begann seine Memoiren zu schreiben und stellte den ersten Teil im Jahr 1976 fertig. Allerdings konnte er diese nicht mehr vollenden. Moskaljow starb am 3. Januar 1982. Im Jahr 1999 erschienen zum 95. Jubiläum der Geburt Moskaljows die Memoiren unter dem Titel Golubaja spiral, die mit Hilfe der Manuskripte Moskaljows entstanden.